# Перцевка (Казахстан)
Перце́вка (каз. Перцов) — село у складі Рудненської міської адміністрації Костанайської області Казахстану. Входить до складу Горняцької селищної адміністрацї.
Населення — 565 осіб (2021; 502 у 2009, 758 у 1999, 601 у 1989).